# Bobrovníky
Bobrovníky (německy Bobrownik, polsky Bobrowniki) je velká vesnice ležící v jihovýchodním cípu Hlučínska, část města Hlučín v okrese Opava. Nachází se asi 3 km na jihovýchod od Hlučína. V roce 2009 zde bylo evidováno 409 adres. V roce 2001 zde trvale žilo 1271 obyvatel.
Bobrovníky je také název katastrálního území o rozloze 2,49 km². Městskou částí města Hlučína jsou Bobrovníky od roku 1975.

## Historie
Bobrovníky jsou jedním z nejstarších míst okolí a své jméno má odvozeno od hlídačů a lovců bobrů, které panství v nedaleké Opavici chovalo pro drahé kožešiny. Vesnice původně náležela k hradu Landeku, jejíž jméno se připomíná již v listině z roku 1377 vedle Hlučína, Markvartovic a Koblova, Bobrovníky se tehdy nazývaly Bobernig. Obec nejprve patřila pánům z hradu Landek. Roku 1474 byl hrad Landek zničen vojsky v čele s Matyášem Korvínem. Hlučín, jemuž Bobrovníky náležely, se stal sídlem landeckého panství.
Roku 1842 byla obec prodána ostravskému obchodníkovi, čímž se od hlučínského panství oddělila. O pět let později obdržel Bobrovníky spolu s Ludgeřovicemi a Petřkovicemi svobodný pán Salomon Mayer z Rothschildů. Za Rotschildů byly uvedené statky a rychty opět spojeny s hlučínským panstvím. Roku 1880 byla v Bobrovníkách vystavěna škola, do té doby navštěvovaly děti školu ve Lhotce.

### Rok 1924

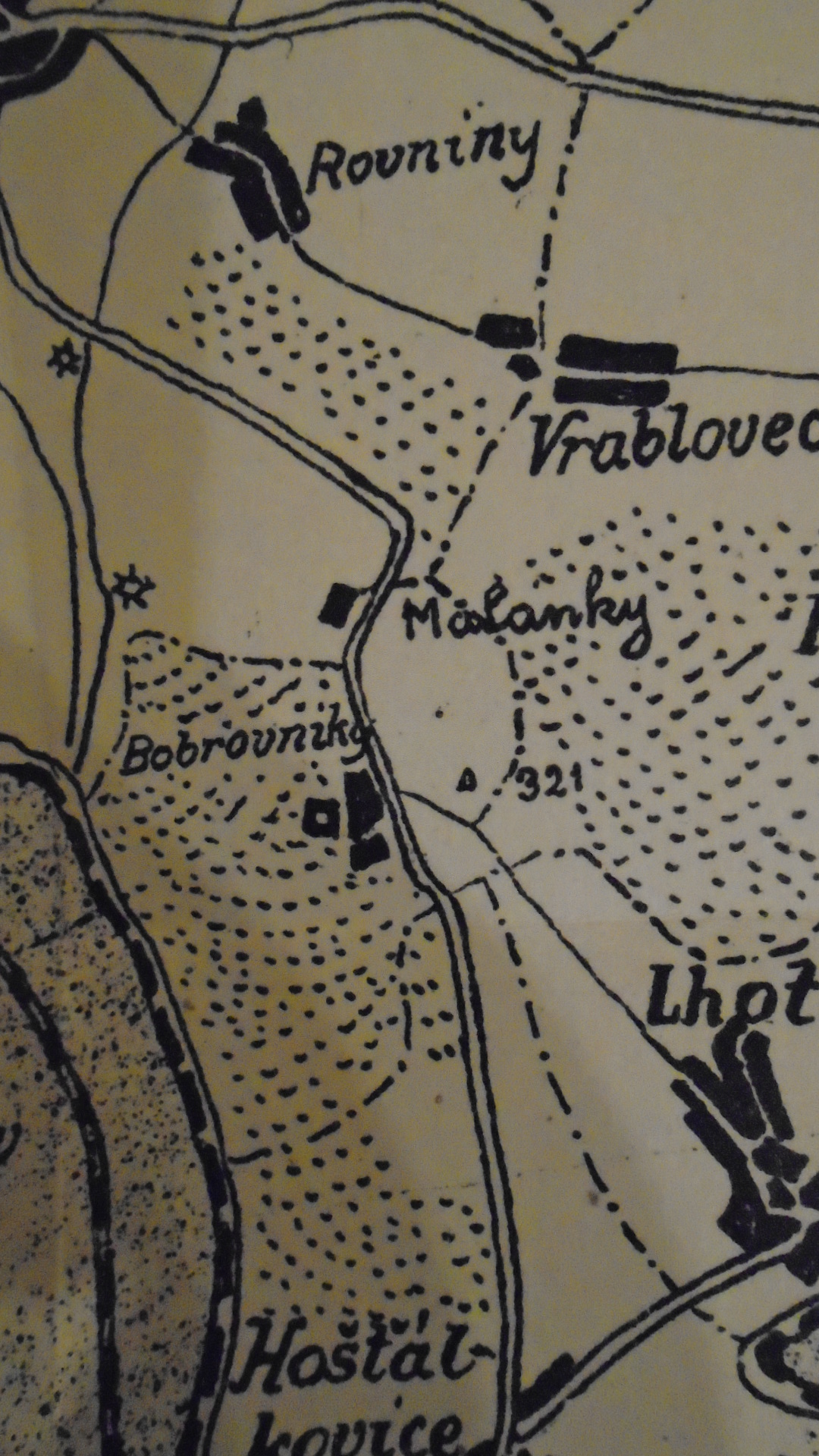
Mapa Bobrovníků z roku 1924

- Počet obyvatel: 552, počet domů: 71
- trojtřídní obecní škola
- Český hospodářský spolek
- Jedna restaurace
- Jeden obchodník, konsum „Budoucnost“
- Obec leží uprostřed nádherných lesů
- Vycházky podél řeky Opavice velmi zajímavé, vhodné příležitosti ke koupání
- Oddělené části obce: Malánky, Staré dominium a hájovna[8]

### Jméno vesnice
Česky: 1518 Bobrovinky; od 1547 Bobrovníky
Německy: 1377 Bebernig, Bobernig; 1593 die Bobr bei Hylczyn; 1720–1945 Bobrownik; 1771 Bobrownitz

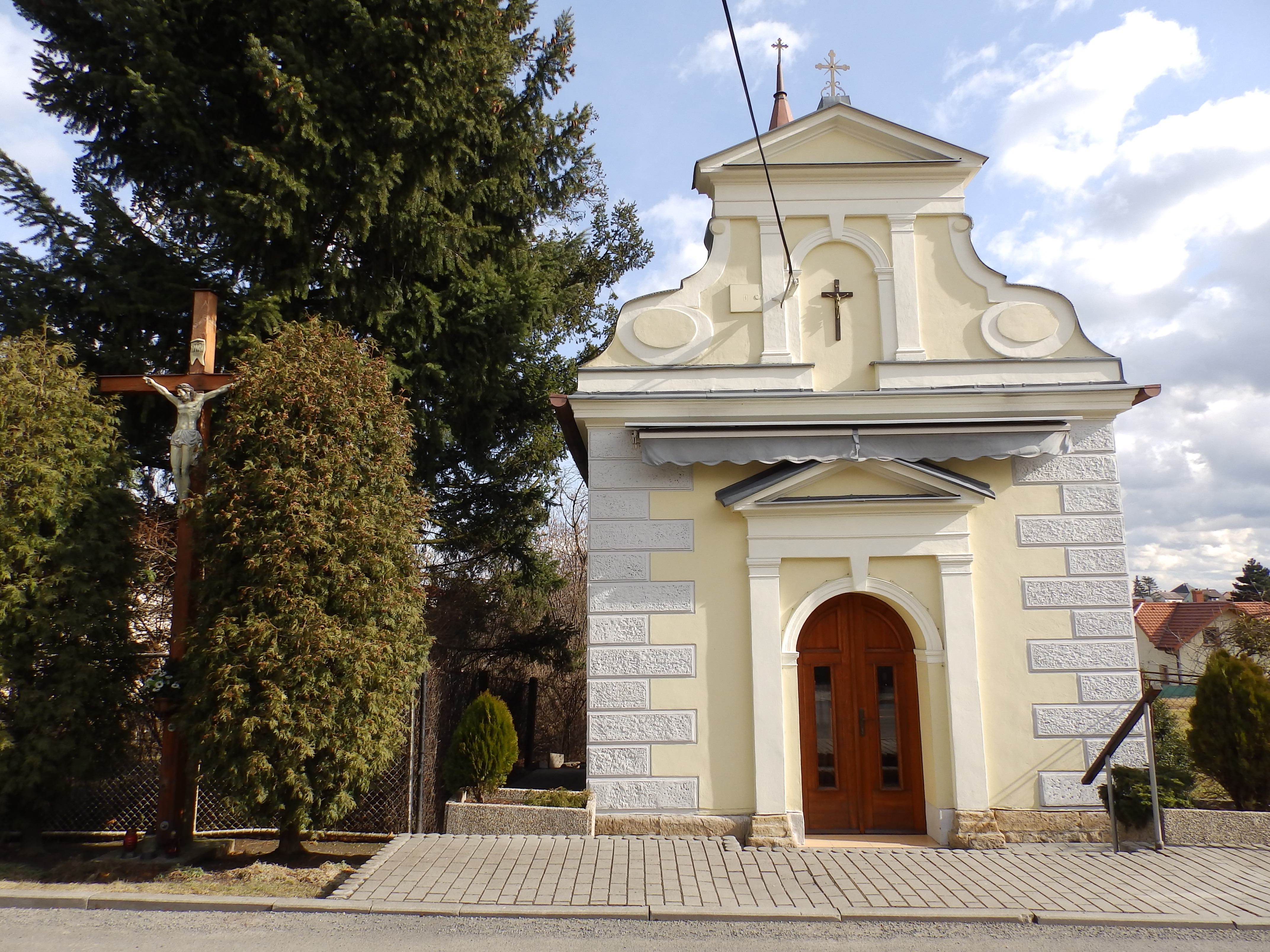
Kaple svatého Prokopa

## Kaple sv. Prokopa
Původní kaple v Bobrovníkách byla postavena již v roce 1620. Jednalo se o dřevěnou kapli sloužící, jako modlitebna pro honce zvěře a bobrů. Kaple byla zasvěcena sv. Hubertovi až do roku 1815, kdy byla zničena bleskem do základu. Místní občané se modlili ke sv. Prokopovi, aby pohromu zažehnal a jako odměnu mu slíbili, že postaví novou kapli k jeho cti a jménu. Sbírkami a dobrovolnými dary byla v roce 1820 postavena nová kaple, která zde stojí dodnes v původním stavu. V kapli jsou umístěna jména padlých občanů z první i druhé světové války.

## Pečetidlo

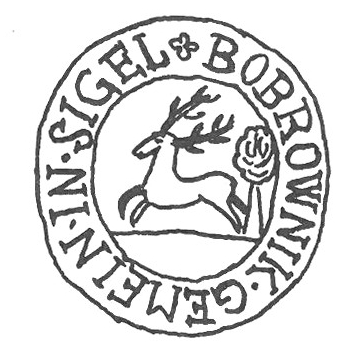
Pečeť

Nejstarší pečetidlo Bobrovníků vzniklo zřejmě spolu s typáři ostatních obcí náležejících původně k hlučínskému panství na konci 17. století. Duchované oválné otisky o výšce 26 a šířce 25mm z roku 1722 jsou sice velmi setřelé, přesto je na nich patrní na trávníku doprava běžící jelen s jedním listnatým stromem za zády. Německá majuskulní legenda mezi perlovcem a vavřínovým věncem a uvozená rozetkou zní: BOBROWNIK GEMEIN IN SIGEL. Otisk pečetidla z období po připojení Bobrovníků k Prusku, stejně jako z doby první republiky se nepodařilo nalézt. Po druhé světové válce užíval bobrovnický místní národní výbor úředního razítka s českým lvem.

## Pomístní názvy míst
Informace o pomístních názvech pocházejí z vysokoškolské závěrečné práce od Mgr. Hany Balcarové.

### Kočí les
Les mezi Jásenkami a Malánkami v těsné blízkosti Březin. Podle lidového vyprávění v tomto lese strašívalo, lidé se zde skutečně báli večer sami. Místo údajně nese jméno podle vlastníka lesa, pana Kočího. Toto pojmenování je mezi obyvateli doposud užívané.

### Březiny
Jedná se o část Kočího lesa a část pole. Pojmenování Březiny dokládá skutečnost, že se na daném místě dříve vyskytoval porost bříz. Pomístní jméno je stále živé, v dané oblasti byl dokonce vybudován hřbitov nesoucí název Březiny.

### Stará cesta
Označení cesty, která vedla ze statku v Hošťálkovicích přes Bobrovníky, Malánky a Jasénky do Hlučína dříve, než byla vybudována současná komunikace vedoucí přes Kočí les. Název tedy značí, že tato cesta byla používána déle než cesta nová a že je také starší.

### Šošeja
Označení nové cesty na Jásenky a do Hlučína. Cesta vedoucí přes Kočí les. V Bobrovníkách se jedná o dnešní ulici Osvoboditelů. Nářeční pojmenování pochází z německého Chausee, což znamená silniční alej.

### U Paryzola
Nejvyšší bod Bobrovníků, naskýtá se z něj pohled jak na okolní vesnice, tak na Beskydy. Paryzol je v nářečí označení pro deštník. K názvu se váže několik lidových výkladů. Jeden z nich tvrdí, že v bitvě mezi Rakousko-Uherskem a Pruskem se Marie Terezie právě zde rozhodla vzdát části Slezska. Na tomto místě byl postaven její stan deštníkovitého tvaru, z čehož vzniklo dané označení.

### Hrbolplac
Označená pro nepříliš rozsáhlou hrbolatou plochu u Paryzola. Dnešní provizorní fotbalové hřiště.

### Důlky
Žleb v jižní části obce táhnoucí se směrem k Hošťálkovicím. Jedná se o dolinu mezi starou cestou na Hošťálkovice a cestou novou. Dříve se v tomto žlebu nacházel rybník, ale časem byl přeměněn na čističku. Toto označení zná i mladá generace. Když se jde v zimě na boby nebo sáně, tak jedině Na Důlky.

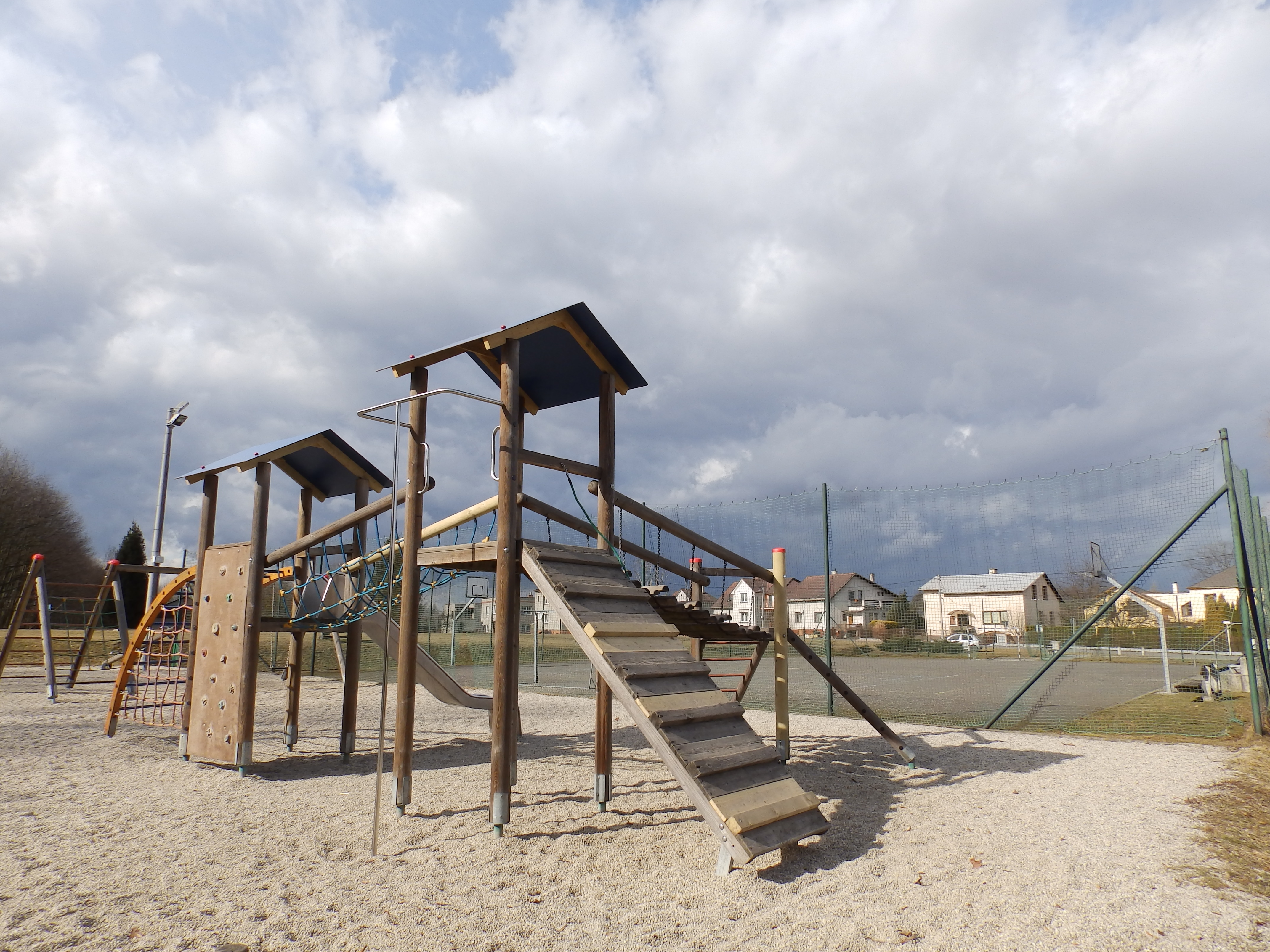
Hřiště

## Malánky
K Bobrovníkům patřila (a stále patří) také skupina chalup s označením Malánky. V poslední době se obyvatelé Malánek velmi zasazují o to, aby byly Malánky jako osada vnímány jaksi odděleně od Bobrovníků. Občanské sdružení si klade za cíl vytvořit vlastní náves, která by se stala centrem osady.
Dříve než jakákoliv stavení zde stával dřevěný kříž, který měl údajně připomínat člověka, jenž zde byl při švédských válkách přivlečen z Hlučína a zabit. Kříž dodnes stojí v Kočím lese naproti hřbitovu Březiny.